# ملس هاکوبیان
ملس آوتیسی هاکوبیان (Մելս Ավետիսի Հակոբյան؛ زادهٔ ۱۰ مارس ۱۹۵۰) یک سیاستمدار اهل ارمنستان است که از تاریخ فوریه ۱۹۹۳ تا تاریخ آوریل ۱۹۹۳ در دولت هراند باگراتیان سمت وزیر انرژی و سوخت ارمنستان و سپس از تاریخ ۱۹۹۵ تا تاریخ ۱۹۹۹ سمت نمایندگی دوره اول مجلس ملی جمهوری ارمنستان را برعهده داشت.

## زندگی‌نامه
در ۱۰ مارس ۱۹۵۰ در روستای کاتناغبیور، استپاناوان به دنیا آمد .